# Suilly-la-Tour
Suilly-la-Tour ist eine französische Gemeinde mit 575 Einwohnern (Stand: 1. Januar 2022) im Département Nièvre in der Region Bourgogne-Franche-Comté. Sie gehört zum Arrondissement Cosne-Cours-sur-Loire und zum Kanton Pouilly-sur-Loire. Die Einwohner werden Suillyzois und Suillyzoises genannt.

## Geografie
Suilly-la-Tour liegt etwa 48 Kilometer nordnordwestlich von Nevers am Fluss Nohain. Umgeben wird Suilly-la-Tour von den Nachbargemeinden Donzy im Norden und Osten, Sainte-Colombe-des-Bois im Osten und Südosten, Vielmanay im Südosten und Süden, Garchy im Süden und Südwesten, Saint-Quentin-sur-Nohain im Westen sowie Saint-Martin-sur-Nohain im Nordwesten.

## Bevölkerungsentwicklung
| Jahr                       | 1962 | 1968 | 1975 | 1982 | 1990 | 1999 | 2006 | 2011 | 2020 |
| Einwohner                  | 915  | 886  | 799  | 716  | 633  | 588  | 558  | 606  | 589  |
| Quellen: Cassini und INSEE |      |      |      |      |      |      |      |      |      |

## Sehenswürdigkeiten
- Kirche Saint-Symphorien, seit 1914 als Monument historique klassifiziert
- Schloss Les Granges aus dem 16. und 17. Jahrhundert, seit 1974 in Teilen (Kapelle mit Wandmalereien) als Monument historique klassifiziert, seit 1983 in weiteren Teilen eingeschrieben
- Ehemalige Schmieden aus dem 17. Jahrhundert, seit 2008 in Teilen als Monument historique eingeschrieben
- Schloss Vergers aus dem 15. Jahrhundert

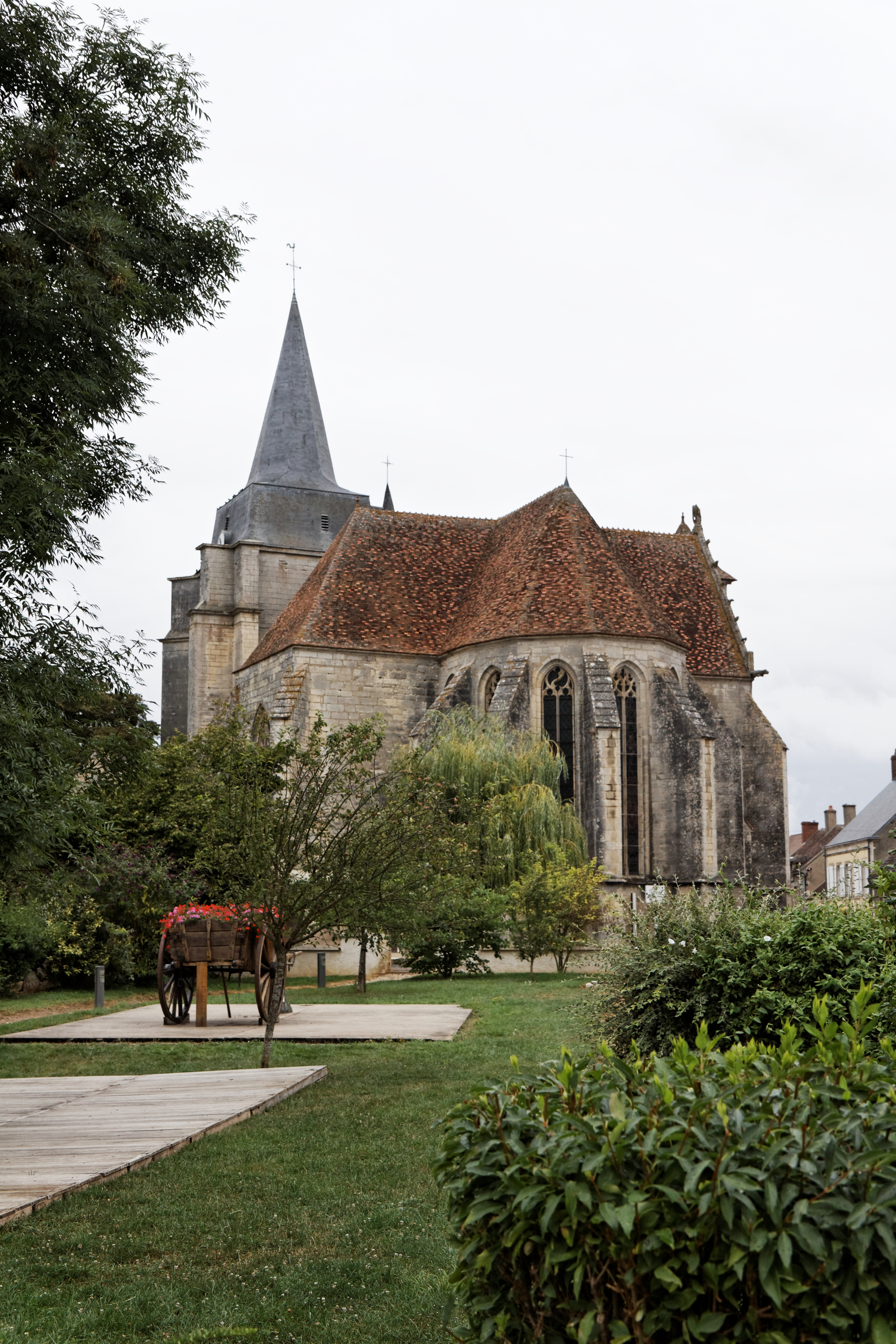
Kirche Saint-Symphorien
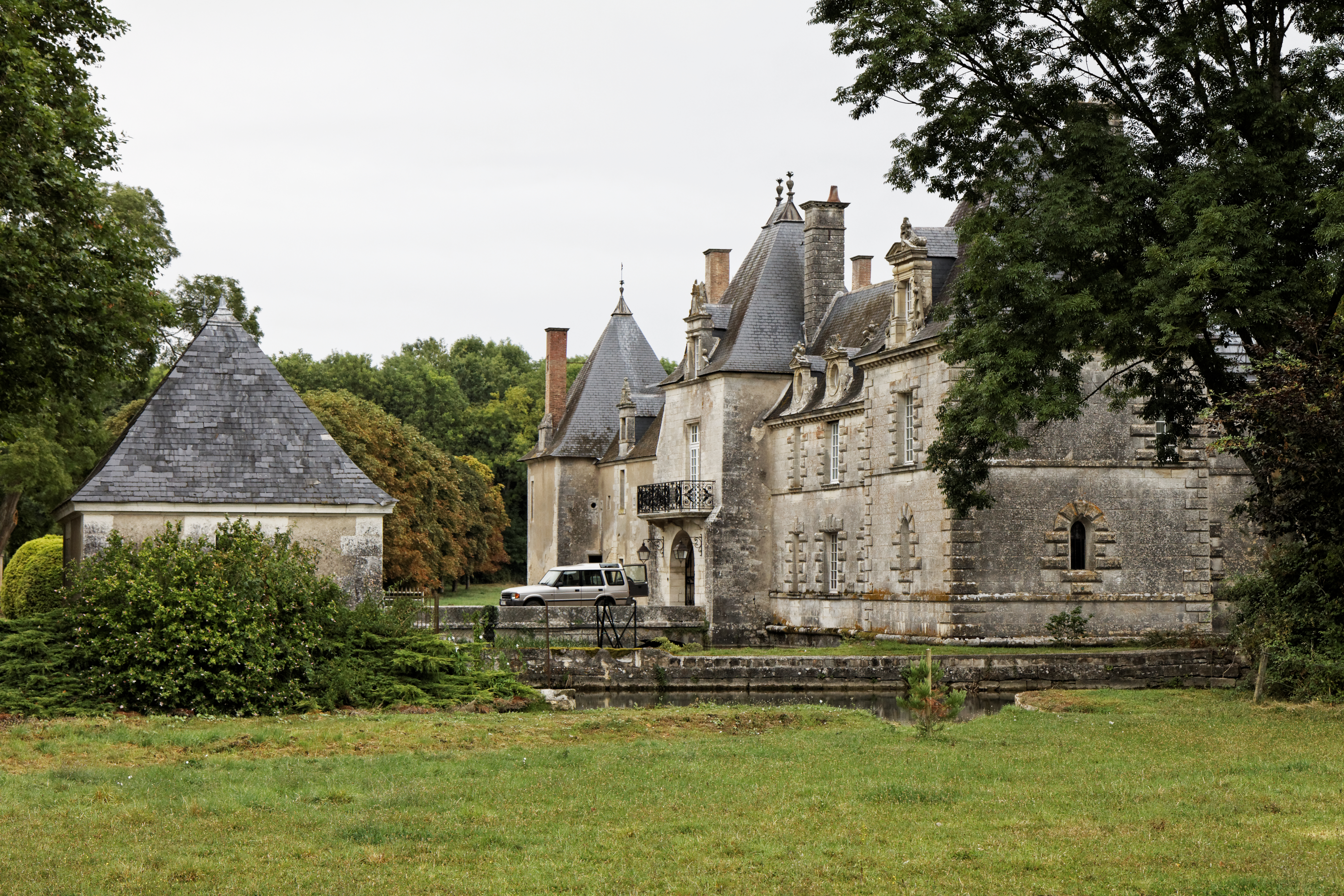
Schloss Les Granges
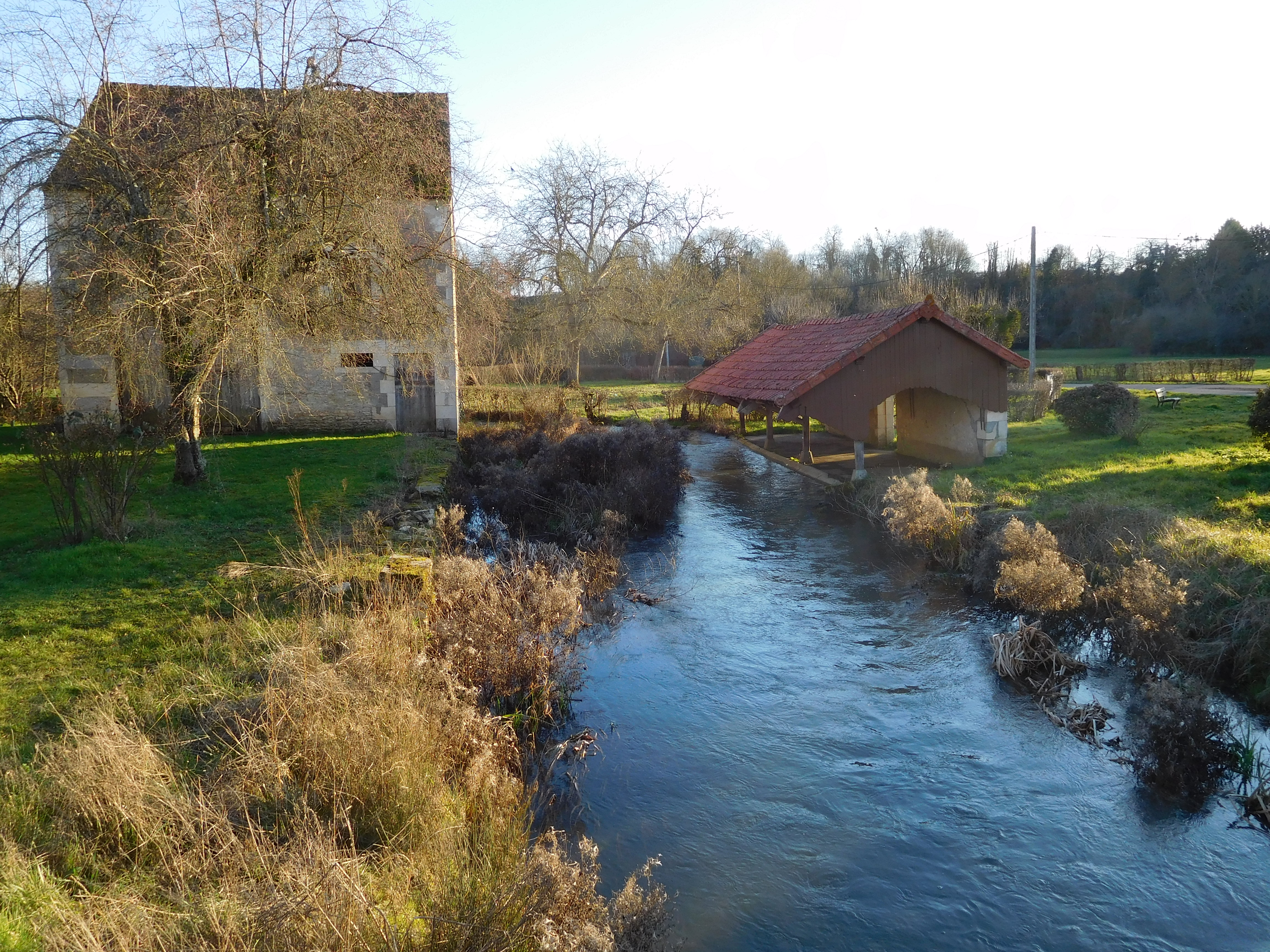
Ehemaliges öffentliches Waschhaus
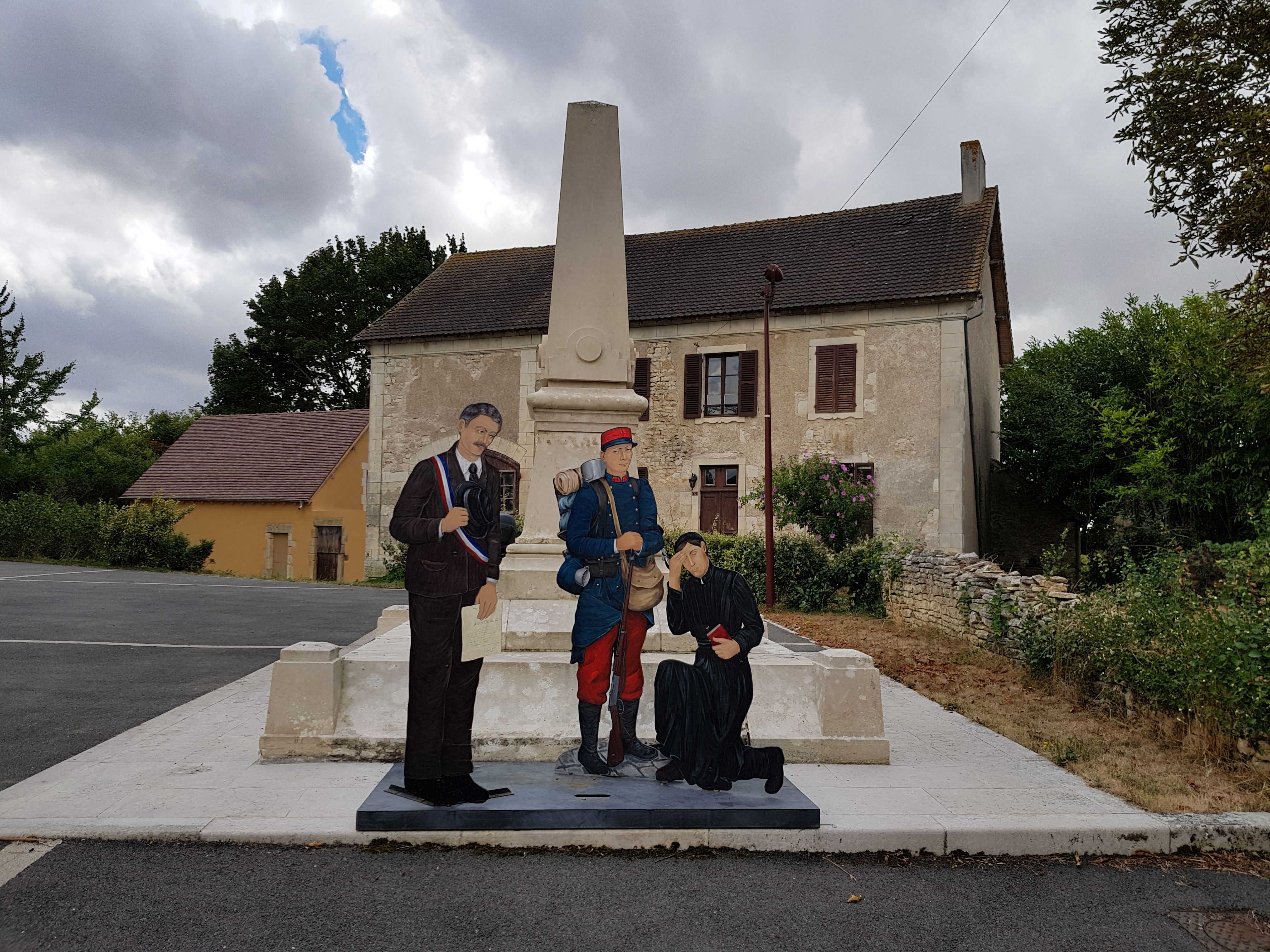
Gefallenendenkmal